# Claude Hopil

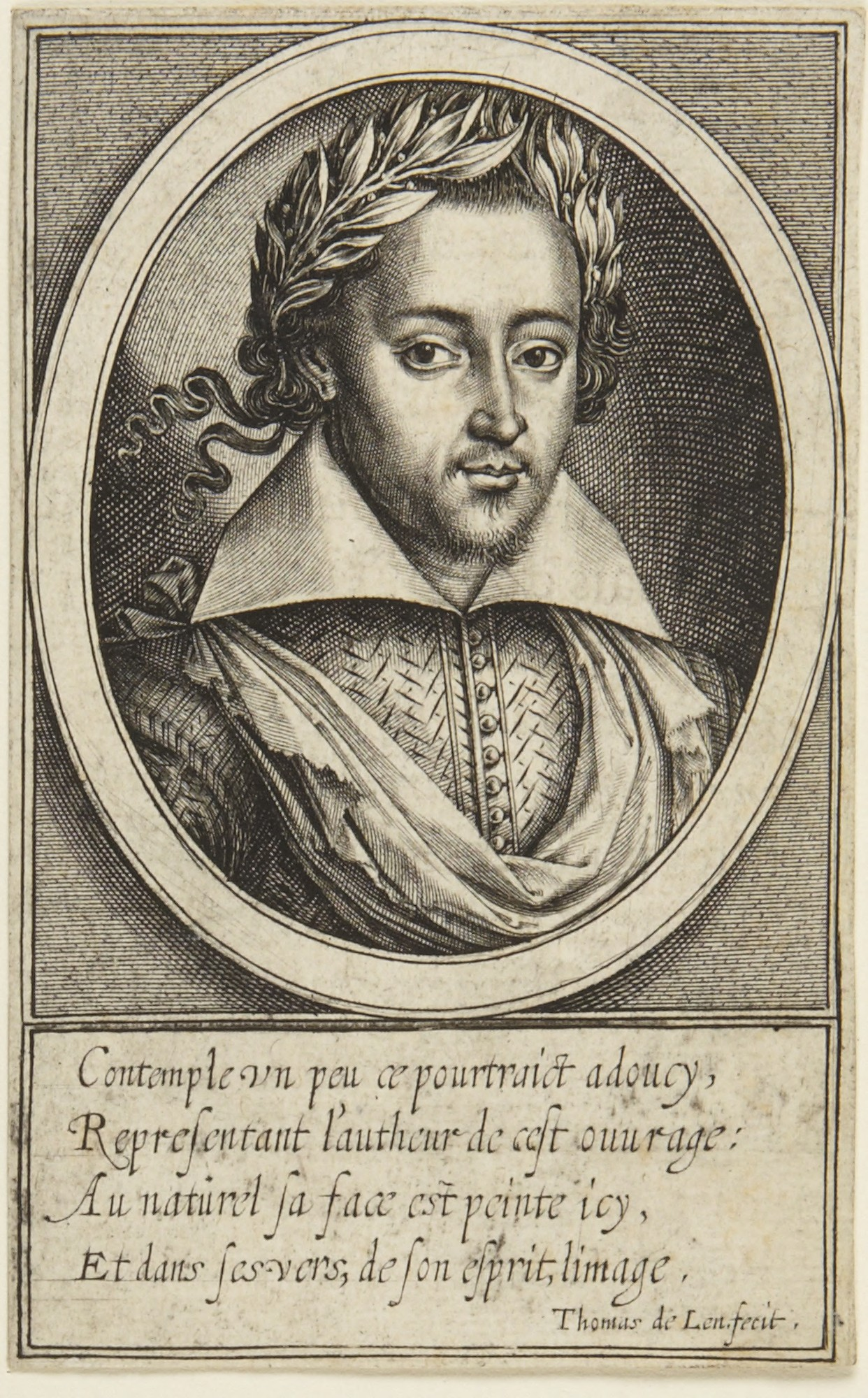
Claude Hopil

Claude Hopil (ur. ok. 1580, zm. 1635) – francuski poeta mistyczny. W jego twórczości widać wpływ Świętego Augustyna i Bernarda z Clairvaux. Wydał m.in. Les Divins Élancements d'amour (1629), Les Doux Vols de l'âme amoureuse de Jésus (1629), Les douces extases de l'âme spirituelle (1627), Le parnasse des odes ou chansons spirituelles, (1633).